# Operación Nécora
La Operación Nécora fue una operación policial española que generó un proceso judicial iniciador de una de las mayores y la primera de las redadas contra el narcotráfico existente en la comunidad autónoma de Galicia en la década de 1990.
El 12 de junio de 1990 el juez central de instrucción de la Audiencia Nacional Baltasar Garzón y el fiscal antidroga Javier Zaragoza iniciaron el primer gran golpe contra las bandas del narcotráfico arosano que operaban en las rías gallegas. Un contingente de centenares de policías desplazados desde Madrid para la ocasión arrestaron en sus casas a grandes contrabandistas de tabaco, reconvertidos en narcotraficantes.
Detrás de la histórica redada estaban las declaraciones de Ricardo Portabales Rodríguez, de Marín, y de Manuel Fernández Padín de Villanueva de Arosa, lo que permitió condenar a penas de cárcel a gran parte del clan de la droga gallego, incluidos personajes como Laureano Oubiña y José Darío Valado.
La Operación Nécora concluyó en 1994 con la lectura de la sentencia.

## Contexto
En la década de 1970 se produjo un declive de la actividad pesquera tradicional en la costa gallega, lo que hizo que creciera el lucrativo negocio de la importación de cigarrillos de contrabando desde los Estados Unidos. En aquella época únicamente existía un fabricante de cigarrillos en España: el monopolio estatal de Tabacalera.
La topografía de la costa de la ría de Arosa facilitó la actividad contrabandista, convirtiendo este punto en la vía de entrada para toda España del tabaco de contrabando. La magnitud de este fenómeno llevó en 1983 a una primera importante redada contra el R.O.S. (Ramiro Martínez Señorans, Olegario Falcón Piñeiro y Sito Miñanco), que operaba en la Ría de Arosa, coordinada por el juez de instrucción de Cambados, José Luis Seoane Spiegelberg, y el gobernador civil de Pontevedra, Virginio Fuentes. El sumario instruido por el juez José Luis Seoane Spiegelberg permitió el procesamiento de dichos tres jefes del contrabando y decretó el  traslado de las diligencias a la Audiencia Nacional. Otros 28 imputados, de los cuales 12 guardias civiles -prácticamente la totalidad de la plantilla del Puesto de El Grove y cuatro del de Cambados- fueron juzgados entre mayo y junio de 1989 por la sección primera de la Audiencia Provincial de Pontevedra, presidida por el magistrado Félix Rodríguez García, y condenados a diversas penas por delitos de contrabando, falsedad, prevaricación, malversación y cohecho, con inhabilitación para el cargo de guardia civil para los militares encausados.
En esta misma década, en la que el cártel de Medellín se encontraba bajo la presión de las autoridades estadounidenses y el mercado norteamericano de cocaína se encontraba saturado, lo que provocó que el cártel colombiano tornara su foco de atención hacia Europa, los traficantes comenzaron a aplicar los métodos aprendidos en la década anterior para introducir hachís y cocaína en Europa a través de los canales de contrabando de tabaco de la Ría de Arosa, que se convirtió en el principal punto de entrada y distribución para los traficantes. Desde las localidades de la comarca arosana, los traficantes colombianos arribados desde Madrid recogerían la droga y la distribuirían por el resto de España.

## Investigación
La investigación sobre el narcotráfico internacional a través de Galicia se inició a raíz de una carta enviada en agosto de 1989 por Ricardo Portabales Rodríguez, un traficante condenado a prisión, al magistrado Luciano Varela, juez de Instrucción de Pontevedra que investigaba el caso. Tras tomar declaración al arrepentido y unas primeras indagaciones, Luciano Varela, de acuerdo, entre otros, con el presidente de la Audiencia Provincial de Pontevedra, Félix Rodríguez García, decidió trasladar las diligencias a la Audiencia Nacional, competente en la lucha contra este tipo de delitos El magistrado Baltasar Garzón fue encargado de continuar con las investigaciones con la asistencia de la Sección IV del Servicio Central de Estupefacientes. Garzón se valió para instruir el caso contra los traficantes del testimonio de dos informadores conocidos como "Los arrepentidos": Ricardo Portabales Rodríguez y Manuel Fernández Padín, miembro de uno de los clanes.

## Operación Mago
La mañana del 12 de junio de 1990, cien vehículos con 350 agentes del Servicio Central de Estupefacientes acudieron expresamente a Santiago de Compostela desde Madrid para evitar posibles filtraciones de los agentes policiales locales. Una vez en Santiago se dirigieron a la comarca del Salnés. En dicha comarca, cada vehículo acudió al objetivo prefijado en las diferentes localidades de la comarca. La operación fue inicialmente conocida como Operación Mago, que posteriormente se cambió por el de Operación Nécora.
La base de las operaciones fue la comisaría de Villagarcía de Arosa. Las operaciones contaron con la supervisión judicial de los magistrados Baltasar Garzón, Luciano Varela y del fiscal antidroga Javier Zaragoza.

## Juicio
El 6 de septiembre de 1990 el fiscal antidroga formuló los cargos contra 49 de los detenidos (sumario 13/90). Cinco de los 49 quedaron fuera de este sumario y de ellos, el fiscal inició un proceso separado contra tres: Marcial Dorado Baúlde "Marcial de la Isla", Michel Haengi y Miguel Rivero González por blanqueo de capitales, algo que retrasaría el comienzo del juicio principal. Para Luis Falcón Pérez "Falconetti" y Tomás Leis Carlés la fiscalía pidió libertad bajo fianza, pero continuaron en prisión.